# Simfonia núm. 4 (Weinberg)
La Simfonia núm. 4 en la menor, op. 61, de Mieczysław Weinberg va ser interpretada per primera vegada el 16 d'octubre de 1961 a la Gran Sala del Conservatori de Moscou per l'Orquestra Simfònica de la Societat Filharmònica de Moscou dirigida per Kiríl·l Kondraixin.
La va dedicar al compositor i amic, Révol Bunin, autor de deu simfonies, assistent de Xostakóvitx, i que es va veure obligat a guanyar-se la vida escrivint partitures per a col·legues.

## Origen i context
Weinberg va escriure la quarta simfonia el 1957, però la va revisar abans de la primera actuació del 1961. Va canviar els dos moviments centrals lents i va eliminar els títols que portaven cadascun dels seus quatre moviments: 'Toccata', 'Intermezzo', 'Serenade' i 'Finale, Rondo'. Cinc mesos després, el març del 1962, Weinberg la va presentar a l'assemblea durant el tercer congrés de compositors de tota la Unió Soviètica.

## Moviments
- I Allegro
- II Allegretto
- III Adagio – Andantino
- IV Vivace

## Anàlisi musical
El primer moviment, l'Allegro, escrit en forma de sonata, comença amb un tema enèrgic amb forts elements rítmics de les cordes. El segon tema és més relaxat. El segon moviment, Allegretto, s'inicia amb tema és dolç i trist del clarinet, amb un ritme de vals irregular. El segon tema té la força d'una fanfàrria, presentada per la trompeta i les flautes. El tercer moviment, Adagio-Andantino, s'inaugura amb un solo de trompa creixent fins al seu clímax per després tornar a la tranquil·litat inicial. L'últim moviment, Vivace, en un estil que recorda Bartók és una sèrie de danses amb elements folklòrics, amb una cita d'una masurca polonesa i la cançó rítmica russa Perepiolochka (La petita guatlla).